# 키아누시 로스타미
키아누시 로스타미(페르시아어: کیانوش رستمی‎, 1991년 7월 23일~)는 이란의 역도 선수이다. 2016년 하계 올림픽 남자 역도 라이트헤비급 종목에서 세계 신기록을 세우면서 금메달을 획득했다. 이전에는 2012년 하계 올림픽에서 동메달을 획득했으나 상위 선수들의 도핑 적발로 은메달을 받았다.